# Palmarès del Club Atlético River Plate
Il Club Atlético River Plate, noto semplicemente come River Plate o River, è una società sportiva con sede nella città di Buenos Aires, nota principalmente per la sua sezione calcistica.
il River Plate è la squadra di calcio più titolata d'Argentina, con i suoi 54 trofei nazionali vinti, tra cui 38 titoli di Primera División (di cui uno conquistato nell'epoca amatoriale del calcio argentino), tre Coppe Argentina e due titoli di Segunda División (di cui uno nell'epoca amatoriale). A livello internazionale ha ottenuto diciannove allori ufficiali: una Coppa Intercontinentale, quattro Coppe Libertadores (nel 1986, nel 1996, nel 2015 e nel 2018, le prime due volte battendo i colombiani dell'América de Cali, la terza i messicani del Tigres, la quarta i concittadini del Boca Juniors), una Coppa Interamericana (vinta nel 1986 battendo i costaricani dell'Alajuelense), una Supercoppa Sudamericana (nel 1997), una Coppa Sudamericana (nel 2014), tre Recope Sudamericane (2015, 2016 e 2019) Coppa Suruga Bank (nel 2015), una coppa da competizione e sei Copos Aldao. In tottale vanta 73 titoli ufficiali.

## Competizioni nazionali
- Campionato argentino: 38  (record)

1920 (AAm), 1932, 1936 (Copa Campeonato), 1936 (Copa de Oro), 1937, 1941, 1942, 1945, 1947, 1952, 1953, 1955, 1956, 1957, Metropolitano 1975, Nacional 1975, Metropolitano 1977, Metropolitano 1979, Nacional 1979, Metropolitano 1980, Nacional 1981, 1985-1986, 1989-1990, Apertura 1991, Apertura 1993, Apertura 1994, Apertura 1996, Clausura 1997, Apertura 1997, Apertura 1999, Clausura 2000, Clausura 2002, Clausura 2003, Clausura 2004, Clausura 2008, Final 2014, 2021, 2023
- Primera B Nacional: 1

2011-2012
- Segunda División: 1

1908
- Coppa d'Argentina: 3

2015-2016, 2016-2017, 2018-2019
- Supercopa Argentina: 2

2017, 2019
- Copa Campeonato: 1

2014
- Trofeo de Campeones de la Liga Profesional: 2

2021, 2023
- Copa de Competencia Jockey Club: 1

1914
- Copa de Competencia Liga Argentina: 1

1932
- Copa Dr. Carlos Ibarguren: 4

1937, 1941, 1942, 1952
- Copa Adrián C. Escobar: 1

1941

## Competizioni internazionali
- Coppa Libertadores: 4

1986, 1996, 2015, 2018
- Coppa Intercontinentale: 1

1986
- Coppa Interamericana: 1

1986
- Supercoppa Sudamericana: 1

1997
- Coppa Sudamericana: 1

2014
- Recopa Sudamericana: 3

2015, 2016, 2019
- Coppa Suruga Bank: 1

2015
- Copa Ricardo Aldao: 6 (record)

1936, 1937, 1941, 1945, 1947, 1957
- Tie Cup: 1

1914

## Competizioni giovanili
- Coppa Libertadores Under-20: 1

2012
- Torneo Internazionale Under-19 Bellinzona: 2

2003, 2004

## Altri piazzamenti
- Campionato argentino:

Secondo posto: 1909, 1917, 1918, 1921 (AAm), 1922 (AAm), 1938, 1939, 1943, 1944, 1948, 1949, 1960, 1962, 1963, 1965, 1966, Nacional 1968, Metropolitano 1969, Nacional 1969, Metropolitano 1970, Nacional 1973, Nacional 1976, Nacional 1978, Nacional 1984, Apertura 1990, Apertura 1992, Clausura 1999, Apertura 2000, Clausura 2001, Apertura 2001, Final 2013, 2014, 2016-2017, 2019-2020
Terzo posto: 1915, 1916, 1919 (AAm), 1923 (AAm), 1930, 1940, 1946, 1951, 1954, 1961, 1964, Metropolitano 1972, Nacional 1972, Clausura 1993, Apertura 2002, Apertura 2004, Clausura 2006, Apertura 2006, 2022
- Copa Argentina:

Semifinalista: 2011-2012, 2017-2018
- Supercopa Argentina:

Finalista: 2014, 2016
- Copa de la Liga Profesional:

Semifinalista: 2023
- Supercopa Internacional:

Finalista: 2023
- Copa Centenario de la AFA:

Finalista: 1993-1994
- Coppa Libertadores:

Finalista: 1966, 1976, 2019
Semifinalista: 1967, 1970, 1978, 1982, 1987, 1990, 1995, 1998, 1999, 2004, 2005, 2017, 2020, 2024
- Coppa Sudamericana:

Finalista: 2003
Semifinalista: 2007, 2015
- Recopa Sudamericana:

Finalista: 1997, 1998
- Supercoppa Sudamericana:

Finalista: 1991
Semifinalista: 1988, 1995
- Coppa Mercosur:

Semifinalista: 2000
- Coppa dei Campioni del Sudamerica:

Secondo posto: 1948
- Coppa Intercontinentale:

Finalista: 1996
- Coppa del mondo per club FIFA:

Finalista: 2015
Semifinalista: 2018